# Teresa Sánchez de Bilbao
Teresa Sánchez de Bilbao, conocida con el sobrenombre de Teresa "la degollada" (Vitoria, siglo XV - 1 de octubre de 1480), hija de la noble alavesa María Ruiz de Gauna y Pedro Sánchez de Bilbao, se casó con Juan Martínez de Buendía, quien la asesinó cortándole la garganta. Fue el primer caso de violencia doméstica documentado en Vitoria.

## Biografía
Teresa Sánchez de Bilbao era hija de la noble alavesa María Ruiz de Gauna y de Pedro Sánchez de Bilbao, prestigioso médico judío. Su hermano era el mercader de textiles y prestamista Juan Sánchez de Bilbao. La madre era propietaria de la antigua casa-torre de su linaje, alrededor de la cual se construyó la Casa del Cordón en la calle Cuchillería. Aquí vivió Teresa hasta su matrimonio con Juan Martínez de Buendía quien le cortó el cuello el 1 de octubre de 1480, presumiblemente por dinero ya que antes de matarla se había llevado todos sus bienes y los había puesto a buen recaudo:
"con pensamiento diabólico, sin temor de Dios y sin preguntarse la pena que por ello incurriría, mal y terriblemente" cometió el cobarde parricidio premeditado, porque "antes de matarla, levantó y apartó todos sus bienes por el pensamiento tenía que cometer este crimen".
Martínez de Buendía fue condenado a muerte pero huyó con paradero desconocido. Poco después del asesinato, la reina Isabel la Católica publicó un edicto por el que perdonaba a todos los criminales que acudiesen a luchar en las guerras contra los turcos en el Mediterráneo; Juan Martínez de Buendía decidió alistarse para eludir el castigo. 
La tutela de sus dos hijas María y Sancha quedó a cargo de la abuela María Ruiz de Gauna y del tío Juan Sánchez de Bilbao. Al cabo de tres años, el asesino volvió a la ciudad provocando la ira de los habitantes de la ciudad. María Ruiz de Gauna apeló a Isabel I para que ejecutara la pena de muerte, demostrando que en lugar de alistarse en el ejército, había pagado a un sustituto a servir por él. Juan fue ejecutado el 24 de diciembre de 1483.
Las hijas del matrimonio, María y Sancha Martínez de Buendía, fueron las madres de los embajadores Martín de Salinas y Juan Alonso de Gámiz, respectivamente. Los sobrinos negaron tener parentesco con Juan Martínez de Buendía y dijeron que eran parientes de una de sus hermanas, es decir, eran herederos de María Martínez de Buendía, quien era su tía.

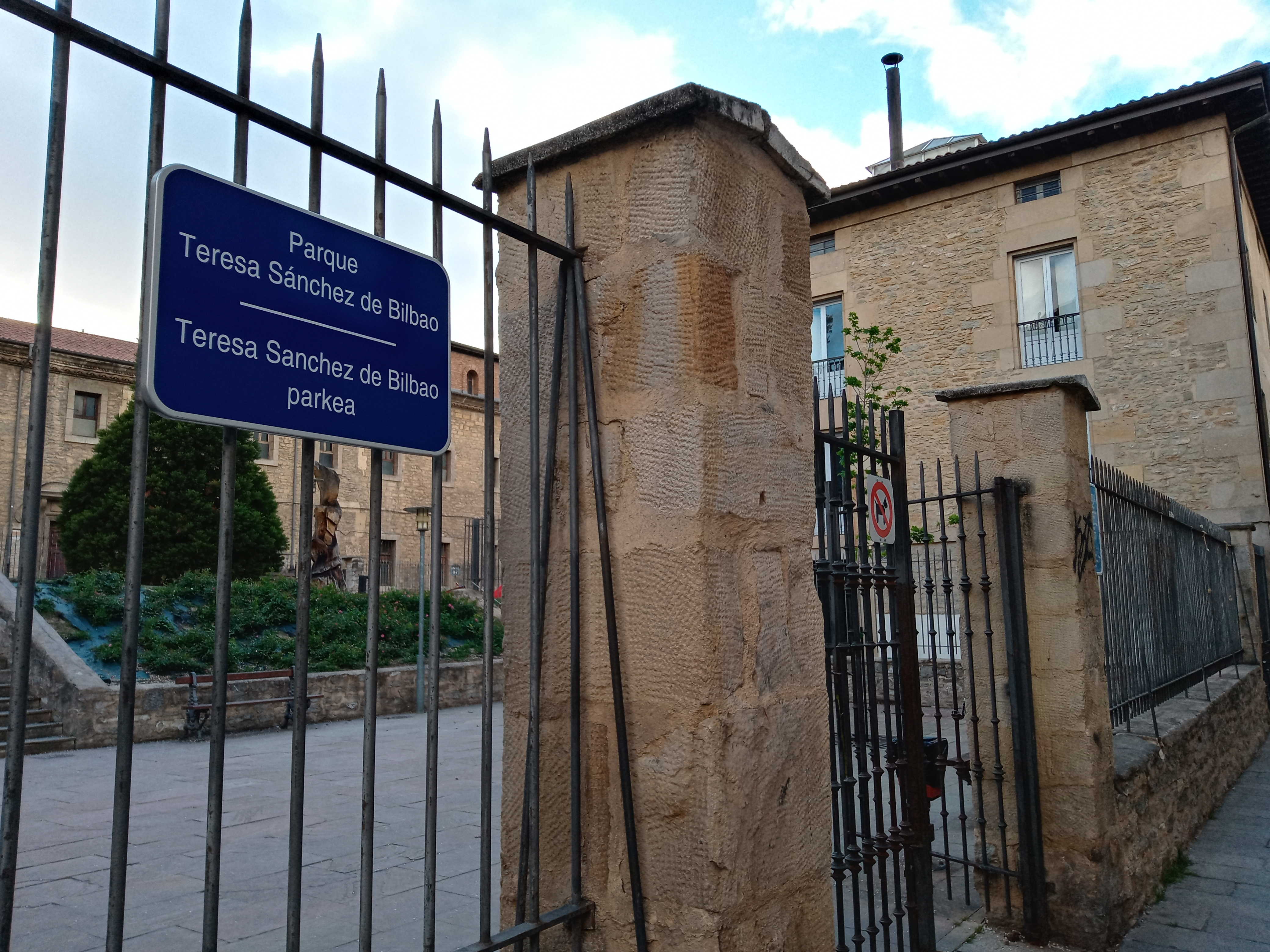
Parque Teresa Sánchez de Bilbao junto al Palacio Etxanobe sede de la Casa de las Mujeres de Vitoria.

## Reconocimientos
En 2019, el Ayuntamiento de Vitoria puso en marcha la ruta “ Una historia por la visibilidad: las mujeres en Vitoria-Gasteiz ”, con 16 paradas, una de ellas dedicada a Teresa Sánchez de Bilbao. En 2022 dedicó en su memoria un parque de la ciudad, junto a la Casa de las mujeres, en la calle Santa María.